# Namni und Ḫazzi

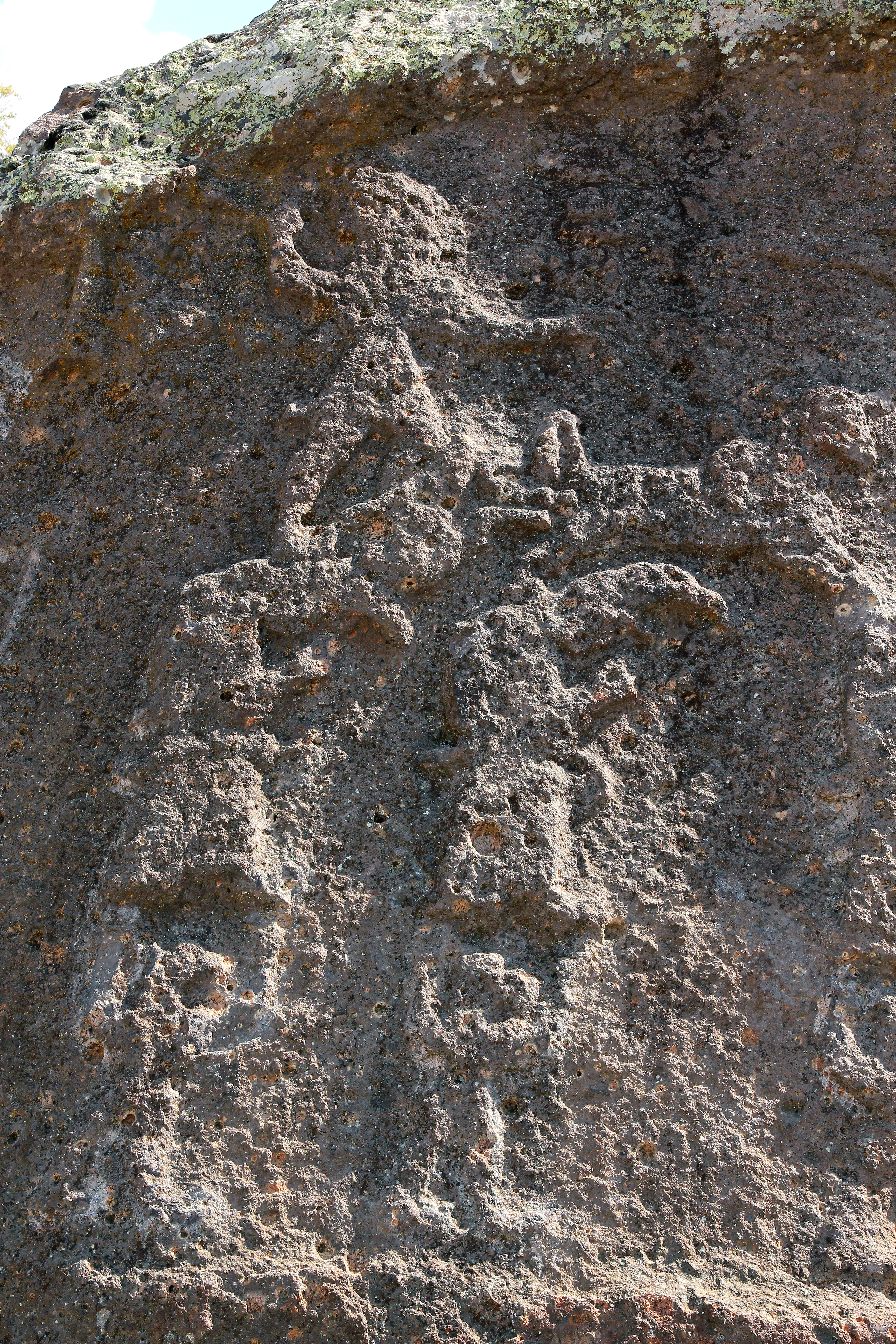
Der auf zwei gebeugten Berggöttern (Namni und Ḫazzi?) stehende Wettergott; Felsrelief von İmamkullu

Namni und Ḫazzi sind zwei heilige Berge des hurritischen Wettergottes Teššub. In den kaluti-Opferlisten werden sie nach den beiden Stieren Šeri und Ḫurri genannt.
Der Berg Ḫazzi kann mit dem antiken Berg Kasion (Κάσιον) und dem ugaritischen Ṣapanu (ṣpn) gleichgesetzt werden, dem heutigen Keldağ. Ṣapanu galt als Sitz des ugaritischen Wettergottes Ba’alu. Als Zeus Kasios lebte der Wettergottkult bis in die Antike weiter. Im hurritischen Mythos des Felsendämonen Ullikummi stieg der Wettergott Teššub mit seinen Geschwistern Tašmišu und Šauška auf den Berg Ḫazzi, um den aus dem Meer wachsenden Ullikummi zu betrachten.
Der Berg Namni, auch Nanni (ugarit. nny) genannt, kann nicht lokalisiert werden und wird entweder mit dem Antikasios südwestlich des Kasion oder mit dem Libanon gleichgesetzt, ebenfalls der Amanus wird diskutiert. Auch er war in Ugarit bekannt und wurde neben dem Ṣapanu genannt.
Im hethitischen Felsheiligtum Yazılıkaya steht Teššub auf zwei gebeugten Berggöttern, die möglicherweise das Bergpaar darstellen. Ähnlich ist auch das Felsrelief von İmamkullu, wo die beiden Berggötter ihrerseits von zwei Mischwesen getragen werden.